# Bougainvillia paraplatygaster
Bougainvillia paraplatygaster is een hydroïdpoliep uit de familie Bougainvilliidae. De poliep komt uit het geslacht Bougainvillia. Bougainvillia paraplatygaster werd in 1991 voor het eerst wetenschappelijk beschreven door Xu, Huang & Chen. 